# Kēlen
Kēlen (pronunciado [ˈke:.len]) é uma língua artificial criado por Sylvia Sotomayor, em 1998. A língua tem o objetivo de ser uma linguagem não humana, uma linguagem alienígena. Ele desrespeita uma importante regra de todos os idiomas, ela não tem verbos, bem, tecnicamente. Sotomayor explica que não existem os verbos em si, mas, dependendo das relações entre as frases nominais que compõem a frase podem ser expressas por quatro relacionais, o 'LA', 'NI', 'SE' e 'PA', expressando verbos. Também carecem do conteúdo semântico para se formar em um verbo. Kēlen é uma linguagem expressiva e inteligível. Vários textos escritos em Kēlen foram traduzidos para diversos idiomas, além da criadora. Sotomayor diz que quer que seja uma linguagem naturalista, mesmo com a ausência de verbos.

## História
De acordo com seu processo concultural, a linguagem é falada pelos Kēleñi, uma espécie alienígena.
Kēlen é mencionado por Sarah L. Higley, uma escritora de ficção científica e professora de inglês na Universidade de Rochester, em seu livro Hildegard of Bingen's Unknown Language: An edition, translation and Discussion (ISBN  1-4039-7673-2), que ela discute a Lingua Ignota no contexto das linguagens construídas até os dias de hoje. No livro ela também diz que alguns conlangers consideram Kēlen "estranha, inovadora, eficiente, elegante e com um sistema de escrita muito admirável".
Na terceira Conferência de Criação de Linguagem, David Joshua Peterson, o criador de dothraki e das línguas valarianas, anunciou o Prêmio Smiley ao Kēlen, descrevendo como "uma linguagem projetada com a alma de uma linguagem artística". Ele também diz que a quantidade de detalhes linguísticos e conculturais fornecidos por Sotomayor, tornam o Kēlen um projeto artístico completo, mesmo tendo aspectos semelhantes a uma linguagem de engenharia.

## Exemplos
Aqui temos um exemplo de frase do Kēlen:
| ē teteñ ien hēja ñanna jamāonre pa jakōnōr ja ñi jōl rā anīstīli; ē teteñ ien hēja ñanna lewēra tō tūaþ wā ñi ñēim makkepōlien rā anmārwi āñ pēxa; | E eles disseram uns aos outros: Devemos fazer uma cidade que tenha uma torre que alcance os céus. E diziam uns aos outros: Devemos fazer nosso nome para não ficarmos espalhados pelo mundo. |
| --- | --- |

| Ōrra ñi jacēla jahūwa | A tigela quebrou                |
| Ōrra pa jacēla jahūwa | A tigela tem uma parte quebrada |
| Ōrra la jacēla jahūwa | A tigela estava quebrada        |

Como pode ver, cada relacional faz com que tenha significados diferentes cada verbo.